# Sadamune (Schwertschmied)
Sadamune (japanisch 貞宗) war ein japanischer Schwertschmied der Kamakura-Zeit im 14. Jahrhundert.

## Leben und Werk
Sadamune war ein Schwertschmied der Sōshū-Tradition in Kamakura. Es wird allgemein angenommen, dass er ein Sohn des berühmten Schmieds Masamune war, aber es gibt auch eine Ansicht, dass er in der Provinz Ōmi geboren wurde und später nach Kamakura ging, wo er Schüler von Masamune wurde. In jedem Fall, er führte den Stil seines Lehrers fort und kam ihm an Geschicklichkeit nahezu gleich.
Es gibt keine Schwerter, die Sadamunes Signatur tragen, wir haben nur das Wort späterer Schwertkenner, dass es Schwerter aus seiner Hand sind. Schwerter vom Typ Tachi, die möglicherweise ursprünglich Inschriften besessen haben, wurden aber so stark gekürzt, dass etwaige Inschriften verloren gegangen sind. Schwerter wie Tantō und Wakizashi haben zwar ihre Griffzapfen behalten, haben aber keinerlei Inschriften. Trotzdem ist es nicht allzu schwierig, Sadamunes Schwerter zu identifizieren, da seine – anders als die des Schmieds Yukimitsu derselben Sōshū-Tradition – einen ziemlich gleichförmigen Stil mit nur geringen Abweichungen zeigen.
Allgemein gesagt, während die Schwerter Masamunes sehr auffällig in Design und Ausführung sind, haben die von Sadamune ein schlichteres Aussehen. Der Nie-(沸)-Effekt, der von feinen glänzenden Partikeln wie Silbersand um die Temperierungslinie herum erzeugt wird, ist bei Sadamune weniger auffällig, wenn auch in vielen Fällen gleichermaßen schön. – Da Sadmune am Ende der Kamakura-Zeit und während der Nambokuchō-Zeit tätig war, zeigen einige seiner Tachi und Tantō den Stil der früheren Zeit, andere den der späteren. Und dann gibt es Wakizashi von ihm mit verlängerten, gratlosen Klingen, typisch für seine frühe Fertigungsperiode. – Schwerter der Sōshū-Tradition sind berühmt für ihre eingeschnittenen Ornamente (Horimono). Der Erste, der mit solchen Gravierungen begonnen hat, scheint der Gravierer Daishimbō gewesen zu sein. Sadamune scheint sein bester Nachfolger gewesen zu sein, wobei viele seiner Gravierungen tief eingeschnitten und hervorragend ausgeführt sind. Oft schnitt er ein Muster über ein anderes.